# Las Animas megye
Las Animas megye az Amerikai Egyesült Államokban, azon belül Colorado államban található. Megyeszékhelye és legnagyobb városa Trinidad. Lakosainak száma 14 555 fő (2020. április 1.). Las Animas megye Huerfano, Otero, Bent, Baca, Union, Colfax, Costilla és Pueblo megyékkel határos.

## Népesség
A megye népességének változása:
| Lakosok száma | 15 415 | 15 049 | 14 995 | 14 446 | 14 058 | 14 555 |
|               | 2010   | 2011   | 2012   | 2013   | 2015   | 2020   |